# Terschellingia longicaudata
Terschellingia longicaudata is een rondwormensoort uit de familie van de Linhomoeidae. De wetenschappelijke naam van de soort is voor het eerst geldig gepubliceerd in 1907 door Johannes Govertus de Man.
De soort werd aangetroffen in de Westerschelde bij Veere en Yerseke.